# Kapfenberg
Kapfenberg er en by i det øst-centrale Østrig, med et indbyggertal (pr. 2007) på cirka 22.000. Byen ligger i delstaten Steiermark, ved bredden af floden Mürz.